# Savoia-Bresse
Con il nome Branca di Bresse (o Ramo della Bresse) si indica il ramo dei Savoia attraverso il quale si perpetuò la dinastia dei duchi di Savoia a partire dal 1496 con Filippo, conte della Bressa. Il ramo precedente (detto Branca ducale), si estinse con  Carlo Giovanni Amedeo, sesto Duca di Savoia, il cui padre era nipote, in linea collaterale, di Filippo, conte della Bressa. Essendo deceduto Carlo Giovanni Amedeo all'età di otto anni, durante la reggenza in suo nome della madre Bianca di Monferrato, e non essendo più vivo alcuno dei fratelli del padre Carlo I, quinto Duca di Savoia, si risalì al nonno Amedeo IX, terzo Duca di Savoia, anche lui ormai deceduto, arrivando così al fratello di Amedeo, Filippo, conte della Bressa. Questo ramo si estinguerà nel 1831 con la morte di Carlo Felice di Savoia, Re di Sardegna, e la discendenza passerà al ramo dei Savoia-Carignano con Carlo Alberto di Savoia-Carignano, sesto Principe di Carignano e poi Re di Sardegna (1798-1849).